# Friedrich Wehrstedt
Friedrich Wehrstedt (* 30. April 1860 in Bodenburg; † 7. Juni 1947 in Braunschweig) war ein deutscher Maschinenfabrikant.

## Leben
Friedrich Wehrstedt wurde 1860 in Bodenburg im Herzogtum Braunschweig als Sohn eines Leinewebers geboren. Er lernte den Beruf des Glockengießers und Turmuhrenbauers bei der Firma J. F. Weule in Bockenem, wo er bis 1880 als Geselle tätig war. Nach dem anschließenden dreijährigen Militärdienst ging er auf Wanderschaft. Wehrstedt kam nach Braunschweig und arbeitete dort als Schlosser in der Maschinenfabrik Robert Karges, wo Maschinen für die Fertigung von Konservendosen gebaut wurden. Bei Karges entwickelte Wehrstedt eine neue Dosenverschließmaschine.
Am 10. Oktober 1887 gründete Wehrstedt gemeinsam mit seinem Bruder Heinrich und  mit August Lerche die Gebrüder Wehrstedt Maschinenfabrik. Die drei Unternehmer arbeiteten zunächst mit zwei Angestellten in gemieteten Holzschuppen der Eisengießerei Jörden & Co. am Madamenweg 117. Die Firma erwarb 1890 ein eigenes Grundstück an der Kreuzstraße 48, das 1891 bezogen wurde. Später wurde eine weitere Betriebsfläche am Madamenweg 113 gekauft. Im Jahr 1898 waren bereits 78 Mitarbeiter und vier Lehrlinge im Unternehmen tätig. Dessen Produktpalette umfasste Dosenverschlussmaschinen, Blanchierkessel, Autoklaven und Maschinen zur Obst- und Gemüseverarbeitung, so zum Schnitzeln grüner Bohnen, Sortieren von Erbsen und Entkernen von Steinobst. Kunden waren Konservenfabriken im In- und Ausland. Im Zuge des Ersten Weltkriegs kam die Produktion fast zum Erliegen. Nach Kriegsende gründeten seine beiden Söhne Friedrich jun. und Robert Wehrstedt am 1. April 1919 ein eigenes Unternehmen unter dem Namen Friedrich Wehrstedt & Söhne. Dieses wurde 1935 mit der Stammfirma zusammengelegt. Während des Zweiten Weltkriegs stellte die Firma Rüstungsgüter her.
Friedrich Wehrstedt starb im Juni 1947 im Alter von 87 Jahren in Braunschweig. Das von ihm gegründete Unternehmen feierte 1987 das 100-jährige Bestehen. Am 1. Juli 1988 wurde die Firma an die Blechwarenfabrik Züchner in Seesen verkauft, wobei das Unternehmen Wehrstedt als eigene Produktmarke weitergeführt wurde. Der Betrieb in Braunschweig wurde 1993 geschlossen. Zuletzt produzierten 70 Mitarbeiter Nahrungsmitteldosen aus Weißblech. Das Firmenarchiv wurde 2011 vom Kultur- und Förderverein Rühme e. V. an das Stadtarchiv Braunschweig übergeben.